# 本間ジャスティン
本間 ジャスティン（ほんま ジャスティン、2005年8月26日 - ）は、大阪府門真市出身のプロサッカー選手。Jリーグ・松本山雅FC所属。ポジションはディフェンダー（DF）。

## 来歴

### クラブ
門真北風SCからガンバ大阪門真ジュニアユースを経て、ヴィッセル神戸U-18に進んだ。2023年1月のキャンプではトップチームに帯同し、同年5月19日に2種登録された。すると24日のルヴァンカップで途中出場し選手初出場を記録した。
2023年9月2日、2024年シーズンからトップチームへの昇格が発表された。
2024年8月23日、横浜F・マリノスへ育成型期限付き移籍で加入。

### 代表
2023年にはモーリスレベロトーナメントに参加した。

## 人物
ヴィッセル神戸ユース時代には、トップチームに所属する同じポジションの酒井高徳とそっくりであることが話題となり、酒井は「マスクをしていたら（影武者にしても）わからないでしょ？」と述べている。

## 所属クラブ
- 2013年 - 2017年 門真北風SC（門真市立速見小学校）
- 2018年 - 2020年 ガンバ大阪門真ジュニアユース
- 2021年 - 2023年 ヴィッセル神戸U-18
  - 2023年5月 - 同年12月 ヴィッセル神戸（2種登録選手）
- 2024年 -  ヴィッセル神戸
  - 2024年8月 - 同年12月  横浜F・マリノス（育成型期限付き移籍）
  - 2025年 -  松本山雅FC（育成型期限付き移籍）

## 個人成績
| 国内大会個人成績 | 国内大会個人成績 | 国内大会個人成績 | 国内大会個人成績 | 国内大会個人成績             | 国内大会個人成績 | 国内大会個人成績 | 国内大会個人成績 | 国内大会個人成績 | 国内大会個人成績 | 国内大会個人成績 | 国内大会個人成績 |
| 年度             | クラブ           | 背番号           | リーグ           | リーグ戦                     | リーグ戦         | リーグ杯         | リーグ杯         | オープン杯       | オープン杯       | 期間通算         | 期間通算         |
| 年度             | クラブ           | 背番号           | リーグ           | 出場                         | 得点             | 出場             | 得点             | 出場             | 得点             | 出場             | 得点             |
| 日本             | 日本             | 日本             | 日本             | リーグ戦                     | リーグ戦         | リーグ杯         | リーグ杯         | 天皇杯           | 天皇杯           | 期間通算         | 期間通算         |
| ---------------- | ---------------- | ---------------- | ---------------- | ---------------------------- | ---------------- | ---------------- | ---------------- | ---------------- | ---------------- | ---------------- | ---------------- |
| 2023             | 神戸             | 51               | J1               | 0                            | 0                | 1                | 0                | 0                | 0                | 1                | 0                |
| 2024             | 神戸             | 33               | J1               | 0                            | 0                | 2                | 0                | 0                | 0                | 2                | 0                |
| 2024             | 横浜FM           | 49               | J1               | 0                            | 0                | 0                | 0                | 0                | 0                | 0                | 0                |
| 2025             | 松本             | 49               | J3               |                              |                  |                  |                  |                  |                  |                  |                  |
| 通算             | 日本             | 日本             | J1               | 0                            | 0                | 3                | 0                | 0                | 0                | 3                | 0                |
| 通算             | 日本             | 日本             | J3               | \|\|\|\|\|\|\|\|\|\|\|\|\|\| |                  |                  |                  |                  |                  |                  |                  |
| 総通算           | 総通算           | 総通算           | 総通算           | 0                            | 0                | 3                | 0                | 0                | 0                | 3                | 0                |

- 2023年は2種登録選手

| 国際大会個人成績 | 国際大会個人成績 | 国際大会個人成績 | 国際大会個人成績 | 国際大会個人成績 |
| 年度             | クラブ           | 背番号           | 出場             | 得点             |
| AFC              | AFC              | AFC              | ACL              | ACL              |
| ---------------- | ---------------- | ---------------- | ---------------- | ---------------- |
| 2024-25          | 横浜FM           | 49               | 0                | 0                |
| 通算             | AFC              | AFC              | 0                | 0                |

出場歴
- Jリーグ初出場 - 2025年4月5日 J3第8節 高知ユナイテッドSC戦 (サンプロ･アルウィン)

## 代表歴
- 2022年 U-17日本代表
- 2023年 U-18日本代表
- 2024年 U-19日本代表